# Džabal Tubkal
Tubkal (berbersky ⵜⵓⴳⴳ ⴽⴰⵍ Tugg Kal, resp. Adrar-n-Tubkal, arabsky جبل توبقال‎, v anglické transkripci Jabal Tūbqāl, vyslov Džebel Túbkál, v překladu hora Tubkal, v marocké arabštině Žbel Tubkal, francouzským přepisem Toubkal) je se 4167 m n. m. nejvyšší hora Vysokého Atlasu, Maroka i celé severní Afriky až po Etiopii. Hora se nachází asi 63 km jižně od města Marrákeš v národním parku Tubkal (المنتزة الوطني لتوبقال).
První výstupy na horu nejsou zaznamenány a jako první Evropané na vrchol vystoupili 12. června 1923 markýz de Segonzac, Vincent Berger, Hubert Dolbeau.

## Výstup
Obvyklým východiskem je vesnice Imlíl (إمليل) v údolí, které se táhne od Tubkalu na sever. V Imlílu končí v nadmořské výšce 1780 m silnice z Asní (أسني), kam jezdí autobusy z Marrákeše (asi 50 km; zbývajících 17 km do Imlílu lze ujet vlastním autem nebo taxíkem).
Cesta se nejprve klikatí kolem kasby (hliněná pevnost), kde se dříve natáčel film Kundun, a míjí vesničku Arúmd (أرومد, asi 1900 m n. m.). Za Arúmdem je rozlehlé a ploché kamenné pole, za nímž se cesta prudce zvedá a přichází do poutní osady Sidi Šamharúš (سيدي شمهروش, asi 2300 m n. m., 2 až 3 hodiny z Imlílu). Zřetelně vyšlapaná stezka pokračuje hlubokým údolím až k chatě Toubkal (dříve Neltner), která leží v nadmořské výšce 3207 m. Chata je v provozu a patří Francouzskému alpskému klubu (Club alpin français). Zde většina turistů nocuje. Z Imlílu je to 4 až 6 hodin.
Z chaty Toubkal klikatící se cesta velmi prudce stoupá k sedlu Tubkal (cca 3900 m n. m.), odkud lze po zhruba 2,5 hodinách dalšího výstupu dosáhnout vrcholu.[zdroj?] Základní varianta zpáteční cesty vede stejným směrem.

## Fotografie

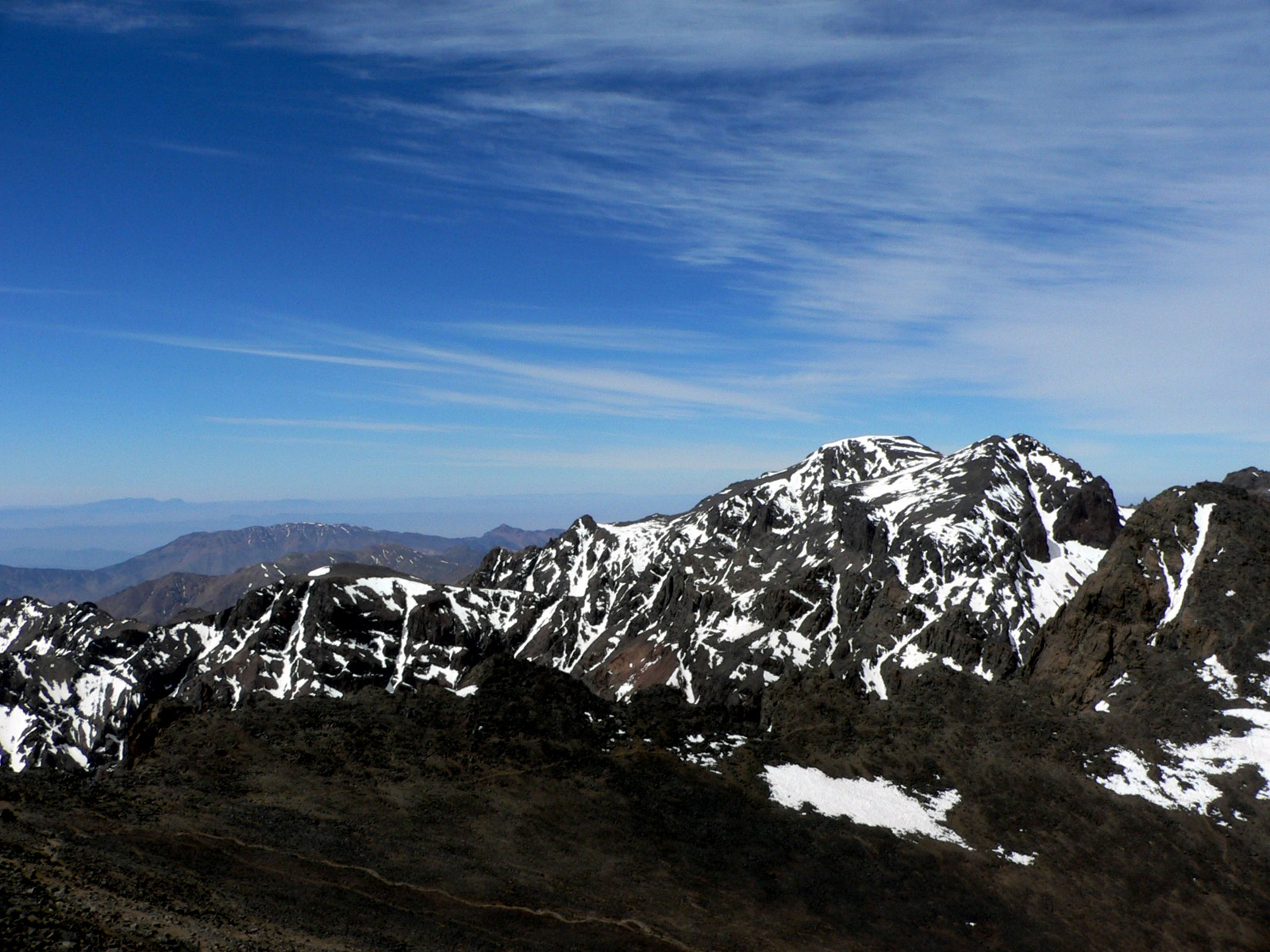
Průsmyk Tizi'n'Toubkal v masívu Tubkalu
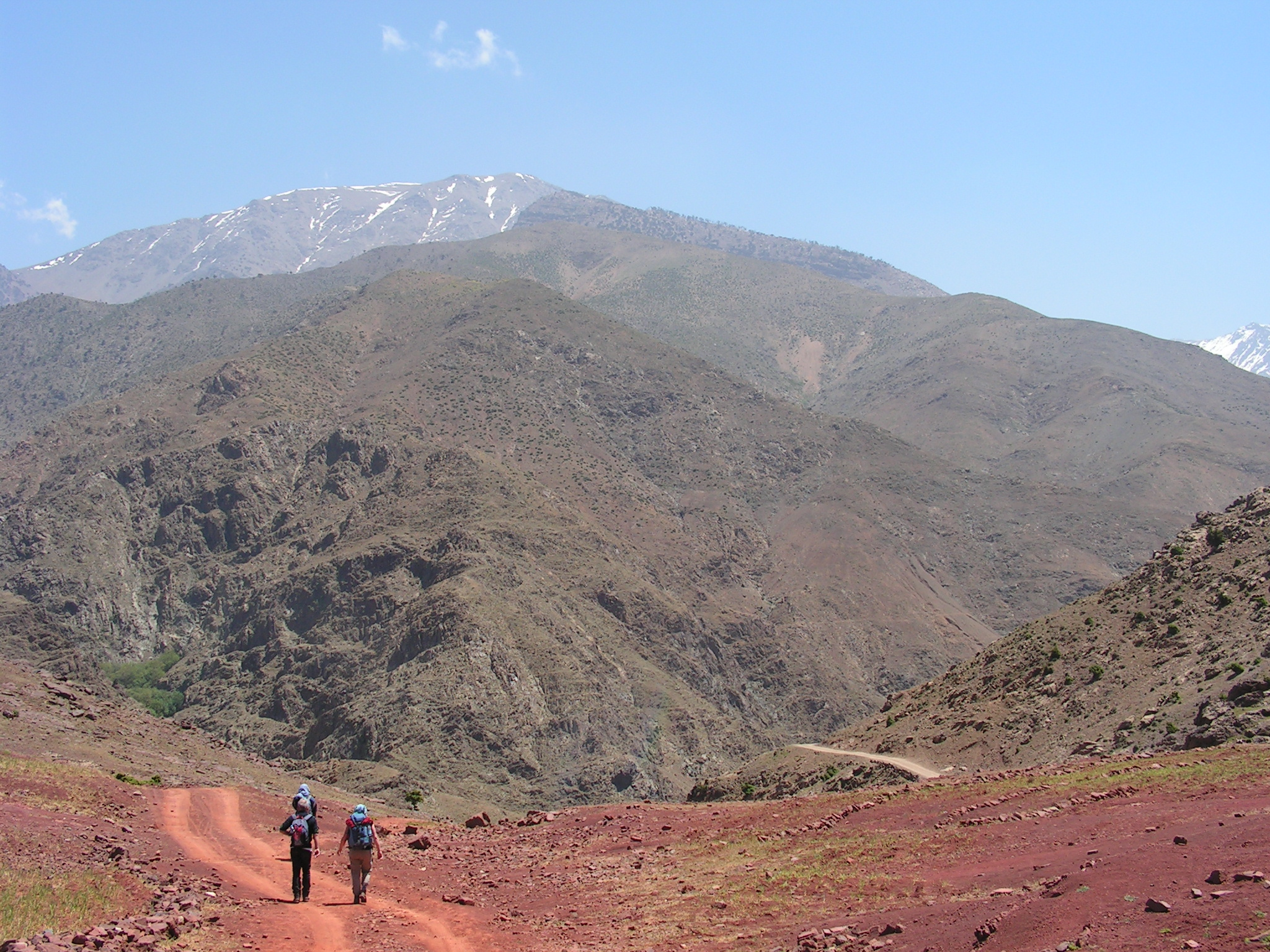
Cesta na Džabal Toubkal
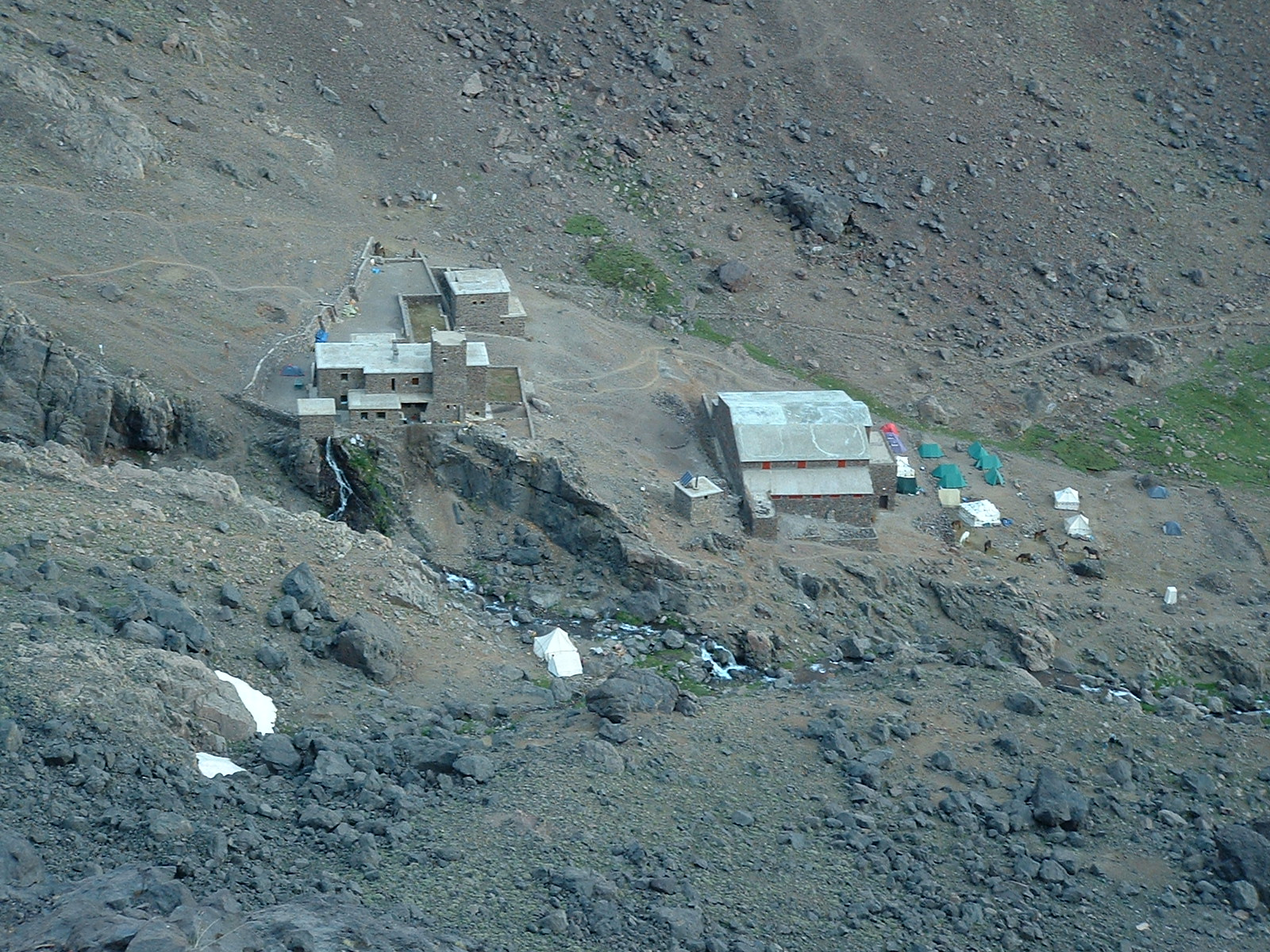
Chata Toubkal (Neltner)
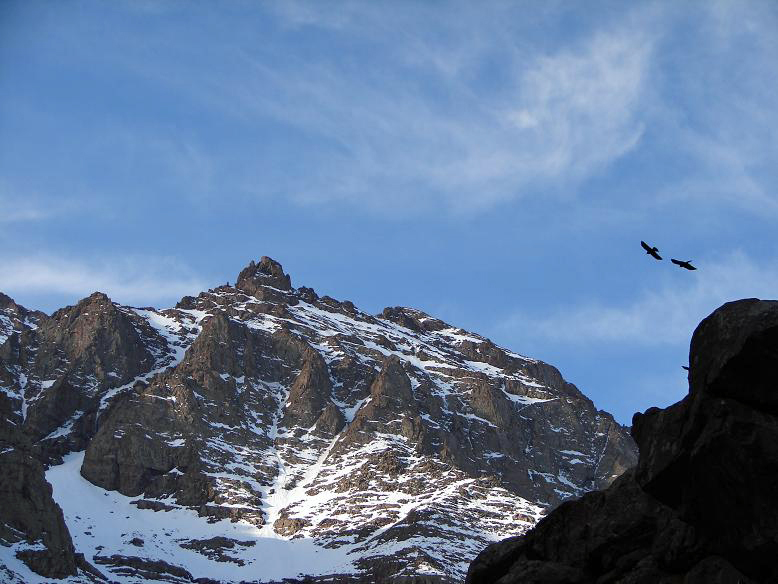
Džabal Tubkal v listopadu